# خالد مشعل

علم حركة حماس

خالد عبد الرحيم إسماعيل عبد القادر مشعل 'أبو الوليد' (مواليد سلواد 28 مايو 1956)، هو سياسي فلسطيني، وأحد مؤسسي حركة المقاومة الإسلامية (حماس). شغل منصب رئيس المكتب السياسي للحركة منذ عام 1996 وحتى شهر أيار 2017. وتبنى مشعل وحركة حماس مبدأ الجهاد والمقاومة لتحرير الأرض الفلسطينية، في الوقت الذي كرس حياته في خدمة القضية الفلسطينية.

## نشأته
ولد خالد مشعل في 28 مايو 1956 في قرية سلواد قضاء رام الله بفلسطين، وتلقى التعليم الابتدائي فيها حتى عام 1967 حيث هاجر مع أسرته إلى الكويت، وعاش هناك في مستوى اقتصادي فوق المتوسط وأكمل هناك دراسته المتوسطة (الإعدادية) والثانوية، ثم أكمل دراسته الجامعية حتى حصل على البكالوريوس في الفيزياء من جامعة الكويت.
كانت جامعة الكويت في السبعينيات من القرن الماضي تعج بالتيارات الفكرية العربية منها عامة، والفلسطينية خاصة، وشهدت انتعاشة طلابية حركية نشطة ما زالت آثارها الإيجابية تظهر على من عايشها حتى اليوم. ساهمت هذه الفترة الذهبية بشكل كبير في تكوين شخصيته وتنمية ملكاته، حيث شهدت قمة عطائه ونضجه الفكري والحركي والسياسي، فقاد التيار الإسلامي الفلسطيني في جامعة الكويت، وشارك في تأسيس كتلة الحق الإسلامية التي نافست قوائم حركة فتح على قيادة الاتحاد العام لطلبة فلسطين في الكويت، تلك الكتلة التي سرعان ما تحولت بعد تخرجه إلى ما عرِف بالرابطة الإسلامية لطلبة فلسطين. تخرج مشعل في عام 1978 وعمل مدرسا للفيزياء في الكويت، ثم تزوج بعدها بسنتين وله من الأبناء سبعة، ثلاث فتيات وأربعة صبية.

### إجازة القرآن الكريم
يحمل خالد مشعل إجازة في القرآن الكريم بسند متصل إلى الرسول صلى الله عليه وسلم برواية حفص عن عاصم. بدأ مشعل بحفظ أجزاء من القرآن الكريم في مرحلة مبكرة من عمره، وفي المرحلة الثانوية أتقن أحكام التجويد على يد الشيخ محمد عبد الرحمن (من علماء الأزهر)، وفي بداية مرحلته الجامعية حفظ سورة البقرة في أسبوعين ومن ثم سورة آل عمران في عشرة أيام. ولكن بسبب انشغاله بالجامعة لم يكن لديه الوقت الكافي للحفظ إلى أن سافر إلى سوريا حيث تتلمذ هناك على أيادي شيوخ سوريا، فحفظ القرآن على يد الشيخ عبد الهادي الطباع الذي يحمل إجازة في القرآن، وأتم الحفظ في شهر ذو الحجة سنة 2007، ثم أجازه الشيخ بكري الطرابيشي، شيخ الشيخ عبد الهادي الطباع، ثم أجازه شيخ القراء الشيخ كريم راجح.

## بداياته مع حماس
انضم خالد مشعل إلى الإخوان المسلمون في فلسطين عام 1971، وكان له دور كبير في انتماء العديدين كذلك، وقد تبوأ أعلى المناصب، حيث شارك مشعل في تأسيس حركة المقاومة الإسلامية - حماس نهاية عام 1987 وكان من أعضاء مكتبها السياسي، ولدى عودته إلى الأردن أصبح عضوًا نشيطًا فيها حتى انتخب عام 1996 رئيسًا للمكتب السياسي للحركة.

## محاولة اغتياله
في 25 سبتمبر 1997 استهدفه الموساد الإسرائيلي محاولاً اغتياله بتوجيهات مباشرة من رئيس الوزراء الإسرائيلي بنيامين نتنياهو والجهاز الأمني الإسرائيلي التابع لرئيس الوزراء، حيث طلب من رئيس جهاز الموساد داني يتوم اعداد خطة لتنفيذ عملية الاغتيال. فقد دخل 10 عناصر من جهاز الموساد إلى الأردن بجوازات سفر كندية مزورة، وكان خالد مشعل حاملًا للجنسية الأردنية مقيماً آنذاك وحقن بمادة سامة أثناء سيره في شارع وصفي التل في عمّان. اكتشفت السلطات الأردنية محاولة الاغتيال وألقت القبض على اثنين من عناصر الموساد المتورطين في عملية الاغتيال عن طريق السائق المرافق لمشعل، وطلب ملك الأردن الراحل الملك الحسين بن طلال من رئيس الوزراء الإسرائيلي المصل المضاد للمادة السامة التي حقن بها خالد مشعل، فرفض نتنياهو مطلب الملك حسين في بادئ الأمر، فأخذت محاولة اغتياله بعداً سياسياً، فتدخل الرئيس الأمريكي بيل كلينتون وأرغم نتنياهو على تقديم المصل المضاد للسم المستعمل. رضخ نتنياهو لضغوط كلينتون في النهاية وقام بتسليم المصل المضاد. وصف الرئيس الأمريكي بيل كلينتون رئيس الوزراء الإسرائيلي بالكلمات التالية: «لا أستطيع التعامل مع هذا الرجل، إنه مستحيل».

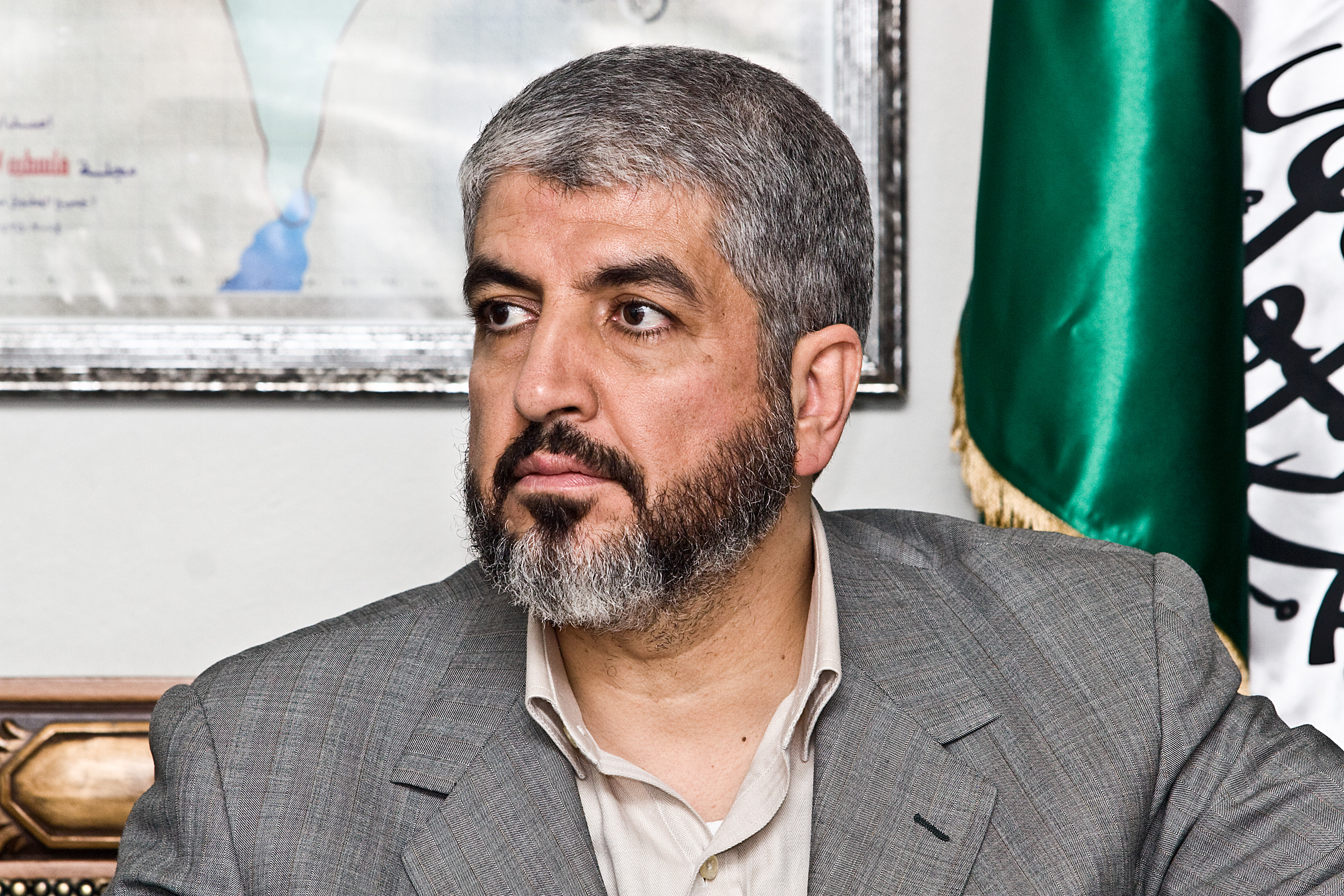

قامت السلطات الأردنية فيما بعد بإطلاق سراح عملاء الموساد مقابل إطلاق سراح الشيخ أحمد ياسين المحكوم بالسجن مدى الحياة في السجون الإسرائيلية .

### وحدة كيدون
فيما بعد تبين أن ضابط الموساد حجاي هداس هو من خطط لمحاولة اغتيال خالد مشعل في الأردن، عندما كان يدير وحدة كيدون التابعة لجهاز الموساد والمكلفة بعمليات الاغتيال بالإضافة إلى أنه شغل منصب رئيس شعبة الاستخبارات العسكرية ورئاسة هيئة الأركان وله شركة أمنية خاصة مثل شركة «بلاك ووتر» مع شريك سويسري وكلفه بنيامين نتانياهو بملف الجندي جلعاد شاليط.
الجدير بالذكر ان حجاي هداس حاول عام 1973 اغتيال القيادي الفلسطينى سعيد السبع في مدينة طرابلس شمال لبنان وقد قبض عليه الضابط اللبناني عصام أبو زكي الذي حوله إلى المحكمة وبقي معتقلا لمدة شهر إلى ان تم تسفيره خارج لبنان واغلاق ملفه في المحكمة العسكرية.

## مراحل لاحقة

خالد مشعل برفقة إسماعيل هنية يقوم برفع علم الثورة السورية خلال الاحتفال بالذكرى الـ25 لانطلاقة حركة حماس

- أغسطس 1999 على ما يبدو أنه نتيجة ضغط من الإدارة الأمريكية أصدرت السلطات الأردنية مذكرة إلقاء قبض عليه، وتزامن موعد إصدار المذكرة بوصول وزيرة الخارجية الأمريكية مادلين البرايت.
- أكتوبر 2002 التقى مع ولي العهد السعودي آنذاك الأمير عبد الله في الرياض على هامش الندوة العالمية للشباب الإسلامي، ولم تصدر أي تصريحات من جانب حماس ولا المملكة العربية السعودية بنتائج اللقاء، إلا أن الوثائق الفلسطينية التي صادرتها القوات الإسرائيلية وزعمت أنها وثائق تعود إلى حماس وصفت اللقاء بين الأمير عبد الله ومشعل بالممتاز.

وجه خالد مشعل الانتقاد للسلطة الفلسطينية ورئيسها ياسر عرفات وعدم الالتفات إلى وقف إطلاق النار بين القوات الإسرائيلية ومقاتلي حماس لعدم التزام إسرائيل باتفاقات وقف إطلاق النار.
- 23 مارس 2004 أعلنت حماس خالد مشعل رئيسا للحركة خلفاً لمؤسسها استنادا للوائح الداخلية للحركة بسبب اغتيال إسرائيل الشيخ أحمد ياسين والدكتور عبد العزيز الرنتيسي.
- 29 يناير 2006 ألقى مشعل خطاباً من العاصمة السورية دمشق إثر انتصار حماس بأغلبية مقاعد البرلمان الفلسطيني الأمر الذي يؤهل حماس لتشكيل الحكومة الفلسطينية، وفي خطابه هذا أعرب مشعل عن نيته مواصلة الكفاح المسلح وعدم تخلي حماس عن سلاحها، وتوحيد سلاح الفصائل الفلسطينية وتشكيل جيش وطني يعمل على الذود عن فلسطين والفلسطينيين كما هو حال باقي الجيوش. وفي مارس من نفس العام دعته الحكومة الروسية إلى العاصمة موسكو بهدف إقناعه بالتخلي عن سلاح المقاومة وتحويل حماس إلى حزب سياسي والاعتراف بإسرائيل، إلا أن المحاولات الروسية باءت بالفشل.

## زيارته قطاع غزة
زار خالد مشعل قطاع غزة لأول مرة في 7 ديسمبر 2012، وقال سامي أبو زهري، المتحدث باسم حماس، إن زيارة مشعل لغزة هي ثمرة للنصر الذي حققته المقاومة على الاحتلال، في إشارة لحرب 2012، وتعد زيارة مشعل هي الأولى للأراضي الفلسطينية منذ مغادرته الضفة المحتلة وعمره 11 عام، وكان في استقبال مشعل قيادات فلسطينية وفصائلية ووطنية لدى وصوله معبر رفح، حين خرجت الجماهير الفلسطينية لاستقباله على طول الطريق حتى وصوله إلى مدينة غزة.

## النشاط أو عضوية نقابية أو مؤسسات
- قاد التيار الإسلامي الفلسطيني، وشارك في تأسيس كتلة الحق الإسلامية في جامعة الكويت.
- عمل مدرساً للفيزياء طيلة وجوده في الكويت، بالإضافة إلى عمله في خدمة القضية الفلسطينية.
- تفرَّغ للعمل السياسي بعد قدومه إلى الأردن.
- كان عضواً في المكتب السياسي لحماس منذ تأسيسه، وانتخب رئيساً له في عام 1996، وأعيد انتخابه لرئاسة المكتب السياسي عام 2009 م.
- تعرّض لمحاولة اغتيال يوم 25/9/1997، في العاصمة الأردنية على أيدي عملاء الموساد الصهيوني، وقد فشلت المحاولة حيث تمكن مرافقوه من ملاحقة عناصر الموساد والقبض عليهم، وقد تمَّ الإفراج عن الشيخ المؤسِّس أحمد ياسين نتيجة لفشل هذه المحاولة.
- اعتقل أواخر عام 1999 في الأردن، وأبعد مع قيادات الحركة إلى الدوحة.
- زار غزة لأول مرة يوم الجمعة 1434/1/23 هجري الموافق 2012/12/7 ميلادي وقد سجد لله شاكرا فور وصوله معبر رفح الحد الفاصل بين مصر وغزة.

## وصلات خارجية
- خالد مشعل على موقع مونزينجر (الألمانية)
- خالد مشعل على موقع إن إن دي بي (الإنجليزية)

- خالد مشعل أستاذ الفيزياء الذي يقود المقاومة، الجزيرة نت، 4 يناير 2009 م
- خالد مشعل، الجزيرة نت، 19 أبريل 2008 م

لقاءاته على قناة الجزيرة
- برنامج لقاء خاص
  1. خالد مشعل.. التهدئة مع إسرائيل، 26 أبريل 2008 م - فيديو على يوتيوب
  2. خالد مشعل.. الأزمات السياسية في فلسطين، 17 يوليو 2007 م - فيديو على يوتيوب
  3. مشعل.. حماس بعد تشكيل حكومة الوحدة، 23 مارس 2007 م
  4. خالد مشعل.. المقاومة اللبنانية والفلسطينية، 2 أغسطس 2006 م
  5. خالد مشعل.. علاقة حماس بالسلطة الفلسطينية، 25 ديسمبر 2003 م
- برنامج حوار مفتوح
  1. القصف الإسرائيلي لغزة، 27 ديسمبر 2008 م
  2. حركة حماس ومستقبل المقاومة، 2004
  3. خيارات حركة حماس في ظل التغيرات الإقليمية، 24 مايو 2003 م
- برنامج بلا حدود
  1. مطالب حماس بين القمة العربية والمصالحة، 24 مارس 2010
  2. الخطة السياسية الجديدة لحماس، 25 مايو 2005 م
  3. مستقبل حماس في ذكرى انطلاقتها السادسة عشرة، 24 ديسمبر 2003 م
  4. مستقبل العمليات الاستشهادية وحركات المقاومة الفلسطينية، 15 مايو 2002 م
  5. مستقبل الأزمة بين حماس والأردن، 20 يونيو 2001 م
  6. مستقبل حركة حماس السياسي والعسكري، 30 أغسطس 2000 م
  7. حركة حماس، 31 مارس 1999 م
- برنامج لقاء اليوم:
  1. خالد مشعل.. كسر عزلة حماس الدولية، 6 مارس 2006 م
  2. خالد مشعل.. حركة حماس والأوضاع في الأراضي المحتلة، 23 فبراير 2005 م
  3. خالد مشعل.. مستقبل قطاع غزة، 22 سبتمر 2004 م
  4. خالد مشعل.. تداعيات اغتيال الشيخ أحمد ياسين، 23 مارس 2004 م
  5. خالد مشعل.. حماس والعلاقات مع الأردن وسوريا، 28 يوليو 1999 م
- برنامج الشريعة والحياة
  1. الصراع العربي الإسرائيلي من منظوره الإسلامي، 29 مارس 1998 م
- للجزيرة نت
  1. مشعل يبرر أحداث غزة ويدعو للحوار وفتح ترفض، 16 يونيو 2007 م
  2. مشعل: الوضع الفلسطيني لا يشجع على تمديد التهدئة، 11 ديسمبر 2005 م
- "موقع حركة المقاومة الإسلامية (حماس)"
  1. السيرة الذاتية للأستاذ خالد مشعل